# Ochyrocera peruana
Ochyrocera peruana is een spinnensoort uit de familie Ochyroceratidae. De soort komt voor in Peru.